# Snowskate

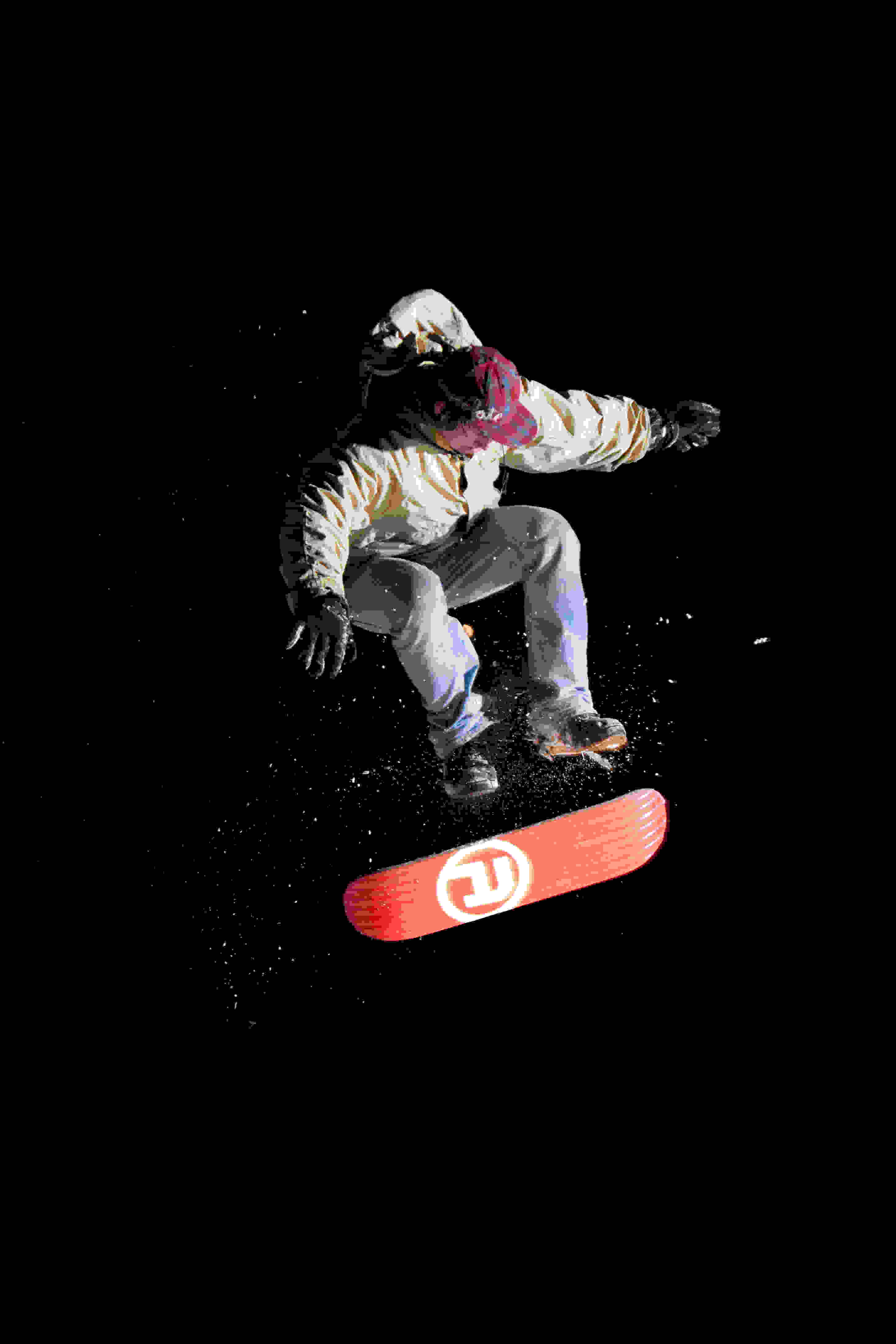
Un pratiquant de snowskate.

Le snowskate (anglicisme), ou planche à cru, est un compromis entre la planche à roulettes et la planche à neige, d'où son nom en anglais. Il existe deux types de snowskate : le "snowdeck flatdeck" et le "snowskate Bi-level" standard. 

## Caractéristiques
Les planches de snowskateboard sont légèrement plus grandes qu'un skateboard et ont une base de P-Tex tout comme les snowboards.  La base est également pourvue de rainures qui permettent de diriger la planche. Le snowskate bi-level se rapproche plus du snowboard tandis que le snowskate faltdeck est plus ressemblant au skateboard, ce qui en fait un sport très urbain appelé à se développer dans les grandes villes, surtout vu le côté pratique de ses dimensions et de son poids, et l'absence de besoin de remonte-pente.

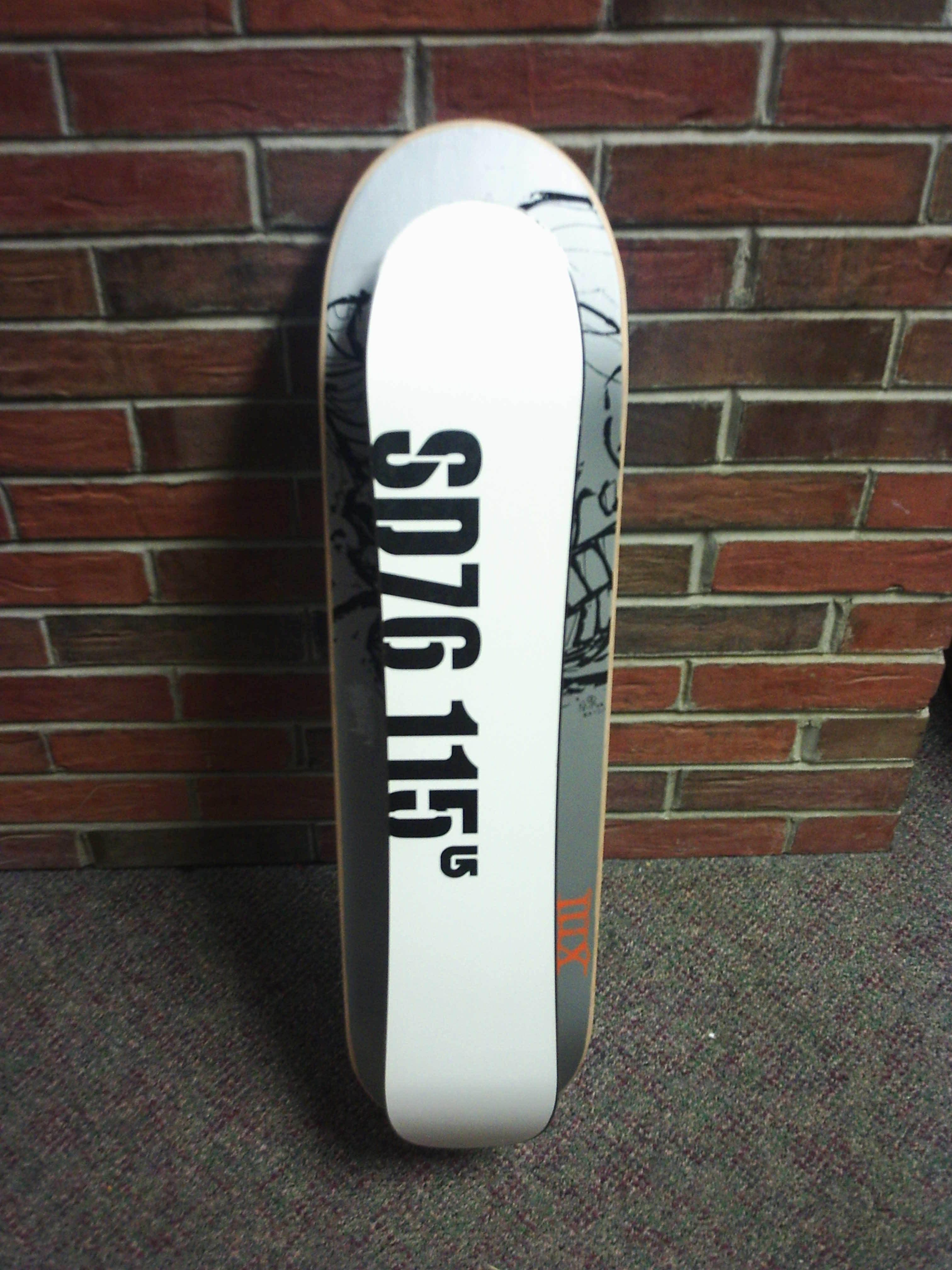
Un snowdeck vu de dessous.

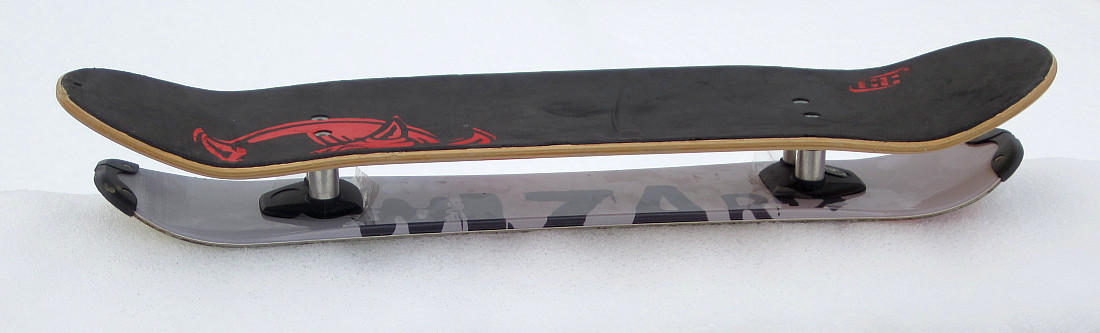
Un snowdeck à deux étages.

L'autre type de snowskate, communément appelé bi-level, est une planche double - à deux étages (aussi appelée "bi-deck") - d'où la difficulté de la discipline et son éloignement de ses deux cousines. Comme son cousin le snowboard, il se pratique sur des pistes enneigées. Les "snowdecks" sont donc des planches à neige, mais plus petites - de la taille d'une planche à roulettes - et dépourvues de fixations (une corde " leash" doit toutefois relier le snowskateur à sa planche afin de ne pas perdre celle-ci lors des chutes). La planche du dessous s'apparente à un mini-ski, ce qui facilite la glisse. Ces caractéristiques en font un sport extrême très technique.
Les principales marques de snowskate flatdeck sont Premier Snowskate, Ambition Snowskates, Icon Snowskates. En bi-level les principales marques sont Hovland Snowskate, Lib Tech, et Harfang. On peut surtout le pratiquer en milieu urbain pour les figures et sur les pistes de luge pour la descente. La pratique du snowskate standard est généralement interdit sur les pistes mais le snowskate bi-level peut-être autorisé dans plus en plus de stations. Liste des stations françaises autorisant les snowskates. Au Québec, beaucoup de stations l'autorisent.